# Pierre Gamel
Pierre Gamel (* 31. Oktober 1889 in Nîmes; † 28. März 1966 ebenda) war ein französischer Politiker. Von 1958 bis 1966 war er Abgeordneter der Nationalversammlung.
Gamel, dessen Vater ebenfalls Apotheker war, wurde nach seinem Pharmaziestudium in Montpellier ebenfalls Apotheker, auch wenn der Erste Weltkrieg, an dem er als Soldat teilnahm, seinen Einstieg in den Beruf verzögerte. 1945 wurde er zum Vorsitzenden der Handelskammer Nîmes-Uzès-Le Vigan, was er bis zu seinem Tod blieb. Im selben Jahr brachte er die Idee zum ab 1958 gebauten Flughafen Nîmes-Garons ein. 1958 zog Gamel für die Gaullisten in die Nationalversammlung ein. Im selben Jahr empfing er de Gaulle persönlich bei dessen Besuch in Nîmes. 1962 wurde er wiedergewählt. Er starb 1966 vor Ablauf seines Mandats, das von Paul Tondut weitergeführt wurde.